# Liza Lim
Liza Lim (ur. 30 sierpnia 1966 w Perth) – australijska kompozytorka chińskiego pochodzenia.

## Życiorys
Studiowała w Victorian College of the Arts i na University of Melbourne, a później w Amsterdamie u Tona de Leeuwa. Obroniła też doktorat z filozofii na University of Queensland. Stypendystka Australia Council for the Arts oraz Young Australian Creative Fellowship (w 1996). 
Była gościnnym wykładowcą na Międzynarodowych Letnich Kursach Nowej Muzyki w Darmstadcie, Uniwersytecie Kalifornijskim w San Diego, Uniwersytecie Cornella, Getty Research Institute w Los Angeles oraz na wielu australijskich uniwersytetach, a także na IRCAM Agora Festival. W 1991 wykładała kompozycję na uniwersytecie w Melbourne. Od 2008 jest profesorem kompozycji na University of Huddersfield i dyrektorem Center for Research in New Music przy tym uniwersytecie. 
W latach 2005–2006 była kompozytorem rezydentem w Sydney Symphony Orchestra, a w 2007–2008 odbywała artystyczną rezydenturę w Berlinie, w ramach DAAD. Komponowała na zamównienie Los Angeles Philharmonic, BBC Symphony Orchestra, Ensemble Modern, Ensemble InterContemporain, Arditti String Quartet, ELISION Ensemble, Festival d'Automne Paris i australijskich orkiestr symfonicznych. 
Laureatka m.in. APRA Music Awards 2002 i Paul Lowin Prize 2004 za najlepsze kompozycje. Od 2012 członek Akademie der Künste der Welt w Kolonii.

## Twórczość
We wczesnym okresie twórczości Lim była pod wyraźnym wpływem utworów Briana Ferneyhougha z późnych lat 60. (np. Sonatas na kwartet smyczkowy, 1967), z ich typową dla nowej złożoności rytmiczną zawiłością. Stosowała też szorstkie brzmienia (zarówno wokalne jak i instrumentalne), glissanda i ornamentację mikrotonową, co wskazuje na muzyczne pokrewieństwo z Iannisem Xenakisem i Harrym Partchem. Od połowy lat 90. inspirację do stylistycznego rozwoju znajduje w azjatyckich technikach medytacyjnych, brzmieniu tradycyjnych instrumentów (np. koto) czy ogólnie – w rytualnym i społecznym wymiarze kultur wschodnich.
Lim preferuje duże formy muzyczne – opery i utwory orkiestrowe, np. Machine for Contacting the Dead (2000), zainspirowany ogromną kolekcją instrumentów znalezionych w chińskim grobowcu z 433 r. p.n.e. Tworzy też multimedialne instalacje site-specific, np. Bar-do’i-thos-grol (Tybetańska Księga Umarłych) (1995), na którą składa się siedem dwugodzinnych przedstawień rozłożonych na siedem dni. 

## Wybrane kompozycje
(na podstawie materiałów źródłowych)

### Opery
- The Oresteia. A Memory Theatre, 1993
- Yuè Ling Jié (Moon-Spirit Feasting), 1999
- The Navigator, 2008

### Utwory orkiestrowe
- Cathedral na ork., 1994
- The Alchemical Wedding na dużą ork. kameralną, 1996
- Machine for Contacting the Dead na dużą ork. kameralną, 2000
- The Tree of Life na ork., 2001
- Ecstatic Architecture na ork., 2004
- Immer fliessender na ork., 2004
- Flying Banner na ork., 2005
- The Compass na ork., 2008
- Pearl, Ochre, Hair String na ork., 2010

### Utwory instrumentalne
- Pompes funèbres na kwartet smyczkowy, 1988
- Amulet na altówkę, 1992
- Hell na kwartet smyczkowy, 1992
- Koto na 4 instr. dęte, wiolę, koto, 2 wiolonczele i perkusję, 1993
- Street of Crocodiles na 4 instr. dęte, 4 instr. smyczkowe i cymbały, 1995
- Gothic na 8 instr. smyczkowych, 1996
- INGUZ (fertility) na klarnet i wiolonczelę, 1996
- The Heart’s Ear na flet, klarnet i kwartet smyczkowy, 1997
- PERTH (initiation) na flet i perkusję, 1997
- In the Shadow’s Light na kwartet smyczkowy, 2004
- City of Falling Angels na 12 perkusji, 2007
- Wild Winged–one na trąbkę, 2007
- Invisibility na wiolonczelę, 2008
- Ochred String na obój, altówkę, wiolonczelę i kontrabas, 2008
- Sonorous Body na klarnet, 2008
- Well of Dreams na puzon altowy, 2008
- The Four Seasons na fortepian, 2009

### Utwory wokalne
- Voodoo Child na sopran, flet piccolo, klarnet, puzon, perkusję i trio fortepianowe, 1989
- Li Shang Yin na sopran i ork. kameralną, 1993
- Sri Vidya: Utterances of Adoration (sanskryt) na 48 głosów i ork., 1995
- Burning House na głos i koto, 1995
- Mother Tongue na sopran i 15 instr., 2005
- The Quickening na sopran i qin, 2005

### Instalacje
- Afterward: From a Tower na 4 głosy, 1994
- Bar-do’i-thos-grol (Tibetan Book of the Dead) na 3 głosy i 3 instrumentalistów, 1995
- The Cauldron: Fusion of the 5 Elements na 5 głosów + instr., 1996
- Glass House Mountains na zespół i taśmę, 2003
- TON dla 4 instrumentalistów, 2008